# Ułęż (Ryki)
Pour les articles homonymes, voir Ułęż.
Ułęż (prononciation [ˈuwɛ̃ʂ]) est un village de la gmina d'Ułęż du powiat de Ryki dans la voïvodie de Lublin, situé dans l'est de la Pologne.
Le village est le siège administratif (chef-lieu) de la gmina appelée gmina d'Ułęż.
Il se situe à environ 14 kilomètres à l'est de Ryki (siège du powiat) et 51 kilomètres au nord-ouest de Lublin (capitale de la voïvodie).
Le village compte approximativement une population de 1 677 habitants.

## Histoire
De 1975 à 1998, la gmina est attachée administrativement à l'ancienne voïvodie de Lublin.

Depuis 1999, elle fait partie de la nouvelle voïvodie de Lublin.